# 1464
- Wikisource

| Calendário gregoriano                                                        | 1464 MCDLXIV                                          |
| Ab urbe condita                                                              | 2217                                                  |
| Calendário arménio                                                           | 913 – 914                                             |
| Calendário bahá'í                                                            | -380 – -379                                           |
| Calendário budista                                                           | 2008                                                  |
| Calendário chinês                                                            | 4160 – 4161 Início a 8 de fevereiro (aproximadamente) |
| Calendário copta                                                             | 1180 – 1181                                           |
| Calendário etíope                                                            | 1456 – 1457                                           |
| Calendários hindus - Vikram Samvat - Calendário nacional indiano - Cáli Iuga | 1519 – 1520 1385 – 1386 4564 – 4565                   |
| Calendário Holoceno                                                          | 11464                                                 |
| Calendário islâmico                                                          | 868 – 869                                             |
| Calendário judaico                                                           | 5224 – 5225                                           |
| Calendário persa                                                             | 842 – 843                                             |
| Calendário rúnico                                                            | 1714                                                  |
| Calendário solar tailandês                                                   | 2007                                                  |

1464 (MCDLXIV, na numeração romana) foi um ano bissexto do século XV do Calendário Juliano, da Era de Cristo, e as suas letras dominicais foram  A e G (52 semanas), teve início a um domingo e terminou a uma segunda-feira.
| Ano completo                       |
| ---------------------------------- |
| Ano bissexto com início ao domingo |

## Eventos
- 9 de janeiro - Primeira reunião dos Estados Gerais da Holanda.
- 19 de Janeiro - Tropas do rei Afonso V de Portugal invadem o Tânger. Os portugueses se retiram de Marrocos com pesadas perdas.
- 28 de Janeiro - Basílio, Príncipe de Ryasan (1448-1483) (em russo:Василий Иванович - князь рязанский) se casa com Ana de Moscou (em russo: Анна Васильевна - княгиня рязанская) (1451-1501), filha de Basílio II de Moscou.
- 28 de Fevereiro - Início do reinado do Imperador Chenghua na China.
- 29 de Março - Matias Corvino é coroado rei da Hungria em Buda.
- 13 de Abril - Gênova se submete à dominação do Duque de Milão (até 1477). O arcebispo e doge Paul de Campo Fregoso abandona a cidade para se livrar da pirataria.
- 25 de Abril - Batalha de Hedgeley Moor: Forças Yorkistas comandadas pelo Lorde Montague derrotam os Lancastrianos sob o comando de Sir Ralph Percy, que morre em batalha.
- 1 de maio - Eduardo IV, Rei da Inglaterra casa em segredo com Elizabeth Woodville (1437-1492).
- 11 de Maio - Alberto III da Saxónia, O Corajoso casa com Sidônia [ou Zedena], filha do rei da Boêmia Jorge de Poděbrady.
- 15 de Maio - Batalha de Hexham: episódio da Guerra das Duas Rosas entre a Casa de York e a Casa de Lencastre.
- 15 de Maio - Eduardo IV manda decapitar Henry Beaufort, 3º Duque de Somerset.
- 16 de Maio - Em Veneza, o Conselho dos Dez condena o nobre Lodovico Contarini a ter a mão direita decepada por haver escrito dois panfletos com ofensas ao doge e ao Estado.
- 19 de Junho - Na França, o rei Luís XI cria o "correio postal", uma série de entrepostos ao longo das estradas do reino para levar a correspondência real.
- 1 de agosto - Abdicação de Go-Hanazono, imperador do Japão. Go-Tsuchimikado sucede-lhe em 21 de agosto.
- 1 de agosto - Morte de Cosimo de' Medici. Seu filho Pedro I, O Gotoso torna-se seu sucessor em Florença.
- 9 de agosto - Carlos VIII da Suécia reassume a coroa da Suécia que havia lhe sido tirada em 24 de Fevereiro de 1457, depois que o bispo de Linköping, Kettil Karlsson Vasa, expulsou os dinamarqueses em fevereiro do mesmo ano.
- 30 de Agosto - Pietro Barbo assume o pontificado como Papa Paulo II
- 16 de Setembro - O Papa Paulo II, é coroado pelo Cardeal Niccolò Fortiguerra, Pároco de S. Cecília.
- 2 de dezembro - Eleonora de Trastâmara torna-se rainha de jure de Navarra, porém, como rainha de fato assumiria o trono somente em 28 de Janeiro de 1479, com a morte de Juan II de Aragón.
- Agosto — Alboácem Ali (Mulei Haçane ou Mulhacém) torna-se o 21º rei nacérida de Granada ao destronar o seu pai Saad al-Mustain (Ciriza ou Mulei Zade). Reinará até 1485 com um interregno.
- Guerra das Rosas — Eduardo IV de Inglaterra toma os últimos castelos fiéis a Henrique VI no norte de Inglaterra, na sequência de duas rebeliões de lancastristas.
- Em Portugal, Bragança é elevada à categoria de cidade.

## Nascimentos
- 3 de janeiro - Johannes Varnbüler burgomestre de Lindau (m. 1545)
- 11 de Janeiro - Wichmann Kruse jurista e teólogo católico alemão (m. 1534)
- 22 de janeiro — Willem van Enckenvoirt, cardeal holandês, bispo de Tortosa e de Utreque  (m. 1534).
- 12 de Março - Gregorio Amaseo humanista italiano (m. 1541)
- 14 de Abril - Susanne, Condessa de Nassau-Saarbrucken[1] (m. 1521)
- 23 de abril — Joana de Valois ou Santa Joana de França, filha de França, duquesa de Berry e rainha consorte de Luís XII de França  (m. 1505).
- 23 de Abril - Robert Fayrfax compositor renascentista inglês (m. 1521)
- 6 de maio - Sofia da Polônia Princesa da Polônia (m. 1512)
- 30 de Maio - Barbara de Brandenburgo filha de Alberto III Aquiles, marquês de Brandemburgo
- 26 de Junho - Ernesto II, Duque da Saxônia (m. 1513)
- 1 de julho - Clara Gonzaga filha de Frederico I Gonzaga(1441-1484) (m. 1503)
- 22 de Julho - Christoph Herwart negociante e comerciante alemão (m. 1529)
- 23 de Agosto - Ludwig, Conde de Hanau-Lichtenberg (m. 1484)
- 19 de novembro — Go-Kashiwabara, imperador do Japão  (m. 1526).
- 28 de Novembro - Caspar Adelmann von Adelmannsfelden teólogo e humanista alemão (m. 1541)
- Francisco de Carvajal, conquistador e explorador espanhol, conhecido como o demónio dos Andes devido à sua brutalidade e habilidade militar nas guerras civis peruanas  (m. 1548).

## Mortes
- 1 de janeiro — Johann von Eych, humanista, teólogo, jurista, arcebispo de Eichstätt, cardeal, chanceler do imperador Alberto II da Germânia , barítono e reitor da Universidade de Viena  (n. 1404).
- 12 de Janeiro - Thomas Ebendorfer historiador, pedagogo e chefe de estado austríaco (n. 1388)
- 16 de Janeiro - Desiderio da Settignano escultor italiano (n. 1430)
- 19 de Janeiro - Giovanni IV Paleólogo marquês de Monferrato (n. 1413)
- 29 de Janeiro - Luís, Duque de Savoia[2][3] (n. 1401)
- 9 de fevereiro - Bernardo II, Duque de Braunschweig-Luneburg (n. 1431)
- 22 de Fevereiro - Gilbert Motier de La Fayette Senhor de La Fayette, Marechal da França (n. 1380)
- 23 de Fevereiro - Zhengtong, Imperador da China (n. 1427)
- 2 de março - Dieter VI. von Angelach-Angelach cavaleiro imperial e mordomo do Bispo de Speyer
- 25 de Abril - Sir Ralph Percy cavaleiro e governador do Castelo de Bamburgh, morto em combate na Batalha de Hedgeley Moor (n. 1425)
- 9 de maio - Brandélis de Caumont[4] Senhor de Castelnaud (n. 1419)
- 15 de maio — Henrique Beaufort, duque de Somerset e importante comandante militar da Casa de Lencastre durante a Guerra das Rosas  (n. 1436).
- 17 de Maio - Thomas de Ros, 9º Barão de Ros (n. 1427)
- 18 de Maio - Robert Hungerford, 3º Lord Hungerford[5] (n. c1429)
- 25 de Maio - Charles I, Conde de Nevers filho de Filipe II, Conde de Nevers (1389-1415)
- 1 de junho - Otto II, Conde de Holstein-Schauenburg-Pinneberg (n. 1400)
- 13 de Junho - Edmund MacRichard Butler nobre inglês, filho de Richard Butler of Polestown (1395-1443)(n. 1420)
- 18 de Junho - Rogier van der Weyden um dos mais notáveis pintores góticos flamengo (n. 1400)
- 11 de Julho - Orsotto Giustinian[6] político e literato italiano (n. 1394)
- 28 de Julho - Martin von Leibitz[7][8] abade austríaco (n. 1400)
- 1 de agosto — Cosme de Médici, banqueiro e político de Florença, que governou entre 1429 e a sua morte; fundador da dinastia política dos Médici  (n. 1389).
- 3 de agosto - Simon van Batz jurista e humanista alemão (n. 1420)
- 6 de agosto -Andrea Bondumier patriarca italiano de Veneza
- 9 de agosto - Moritz IV, Conde de Oldenburg-Delmenhorst (n. 1428)
- 11 de agosto — Nicolau de Cusa,  cardeal e filósofo  (n. 1401).
- 12 de Agosto - John Capgrave historiador, escolástico e hagiógrafo inglês (n. 1393)
- 14 de agosto — Pio II, papa de 1458 até à sua morte  (n. 1405).
- 21 de Agosto - Louis d'Estouteville[9] Senhor de Estouteville e senescal da Normandia (n. 1400)
- 4 de setembro - Everso degli Anguillara condottiero italiano
- 7 de setembro - Anna, Princesa de Mecklenburg Schwerin[10] (n. 1447)
- 7 de setembro - Otto III, Duque da Pomerânia (n. 1444)
- 16 de Setembro - Oluf Axelsen Thott[11][12] político dinamarquês (n. 1400)
- 23 de Setembro - Bernardo Rossellino escultor e arquiteto italiano (n. 1409)
- 24 de Setembro - John de Clinton, 1º Lord Clinton[13] (n. 1409)
- 26 de Setembro - Benedetto Accolti, O Velho humanista e jurisconsulto italiano (n. 1415)
- 2 de outubro - Heinrich Kalteisen arcebispo de Nidaros (n. 1390)
- 11 de Novembro - Frederico III, Conde de Beichlingen Arcebispo de Magdeburg (n. 1427)
- 13 de Novembro - Hans von Rechberg cavaleiro e colonizador alemão (n. 1410)
- 16 de Novembro - João, o Alquimista (em alemão: Johann der Alchemist) marquês de Brandemburgo (n. 1406)
- 19 de Novembro - Gregorio Correr patriarca católico e literato italiano (n. 1411).
- 23 de Novembro - Margarida de Savoia Beata e marquesa de Monferrato (n. 1390).
- 4 de dezembro - Maso Finiguerra ourives e gravador italiano (n. 1426).
- 13 de Dezembro - Pierre de Foix, O Velho cardeal francês e legado papal (n. 1386).
- 20 de Dezembro - Henrique III, Duque de Braunschweig-Grubenhagen (n. 1416).
- (ou 1471) — Leonor de Bourbon, condessa de La Marche e de Castres e esposa de Bernardo de Armagnac  (n. 1407).
- Duarte de Meneses, conde de Viana da Foz do Lima e de Viana do Alentejo e primeiro capitão de Alcácer-Ceguer desde 1458 até à sua morte  (n. 1414).